# Brioni
Brioni é uma marca italiana de alta-costura, prêt-à-porter, joalharia e perfume, fundada em 1945 por Nazareno Fonticoli e Gaetano Savini. Foi a primeira marca a realizar um desfile de moda masculino na história e ficou conceituada ao lado da Armani como a maior referência de moda de luxo masculina. Tem atualmente uma escola de design em Penne, a Scuola di Alta Sartoria. Faz parte da holding Kering.

## A marca
Em 2020, a Brioni operava 30 lojas e tinha 1.350 funcionários, incluindo 1.000 alfaiates nas instalações de produção em Roma.

### Lista dediretores executivos
- 1990-2006: Umberto Angeloni
- 2006-2009: Antonella de Simone, Andrea Perrone e Antonio Bianchini
- 2009-2010: Andrea Perrone
- 2010-2014: Francesco Pesci
- 2014-2017: Gianluca Flore
- 2017-2019: Fabrizio Malverdi
- 2020-presente: Mehdi Benabadji

### Lista dediretores criativos
- 2013-2016: Brendan Mullane
- 2016: Justin O’Shea
- 2017-2018: Nina-Maria Nitsche
- 2018-present: Norbert Stumpfl

## Produção
Em 1985, a Brioni abriu a escola de alfaiataria Scuola di Alta Sartoria, localizada perto de sua fábrica em Penne, na Itália. Um fato feito sob medida requer 200 alfaiates e especialistas em controle de qualidade antes do envio, sendo célebre pelo seu cuidado e elevação, apenas equiparado à Armani e mais recentemente à Tom Ford. Um blazer da Brioni requer 12.000 pontos, dos quais apenas 17% são visíveis externamente. As roupas são passadas e cozidas no vapor cerca de 80 vezes para alongar o tecido.

## Na cultura
A Brioni contratou inúmeras celebridades para as suas campanhas publicitárias denominadas "Tailoring Legends" entre as quais Samuel L. Jackson, Sir Anthony Hopkins, Harvey Keitel, Pierce Brosnan, Matt Dillon e Brad Pitt.
A marca patrocina alternadamente com a Tom Ford a franquia 007.